# 1900 في الولايات المتحدة
فيما يلي قوائم الأحداث التي وقعت خلال عام 1900 في الولايات المتحدة.

## الأحداث

### يناير-مارس
- 1 يناير – هاواي تطلب مندوبًا في المؤتمر الوطني الجمهوري للولايات المتحدة.
- 2 يناير
  - وزير الخارجية جون هاي يعلن سياسة الباب المفتوح لتعزيز التجارة مع الصين.
  - تشغيل أول حافلة كهربائية في مدينة نيويورك.
- 3 يناير – إحصاء الولايات المتحدة يقدر أن عدد سكان البلاد ب70 مليون نسمة.
- 5 يناير – اكتشاف الدكتور هنري رولاند من جامعة جونز هوبكنز لسبب مغنطيسية الأرض.
- 8 يناير – رئيس الولايات المتحدة ويليام ماكينلي يضع ألاسكا تحت الحكم العسكري.
- 14 يناير – مجلس الشيوخ يوافق على المعاهدة الأنجلو-ألمانية لعام 1899، والتي تخلت بموجبها المملكة المتحدة عن مطالبها بجزر ساموا.
- 17 يناير
  - رفض إعطاء بريغهام روبرتس مقعداً في مجلس النواب بالولايات المتحدة لكونه متعدد الزوجات.
  - هنود الياكي في تكساس يعلنون الاستقلال عن المكسيك.
- 29 يناير – تم تنظيم الرابطة الأمريكية لأندية البيسبول الاحترافية في فيلادلفيا، بنسلفانيا مع 8 فرق مؤسسية.
- 3 فبراير – وفاة حاكم ولاية كنتاكي وليام جوبيل متأثراً بجراحه بعد إطلاق النار عليه من قبل قتلة يوم 30 يناير.
- 5 فبراير – بريطانيا والولايات المتحدة توقعان معاهدة لبناء قناة شحن في أمريكا الوسطى عبر نيكاراغوا.
- 7 فبراير
  - بداية وباء طاعون في سان فرانسيسكو واستمراره حتى عام 1904.
  - بعد جلسة خاصة استمرت 13 يومًا، الهيئة التشريعية في كاليفورنيا تصوت لصالح توماس بارد لشغل المنصب الشاغر لعضو مجلس الشيوخ الأمريكي الشاغر منذ مارس 1899.
- 9 فبراير – دوايت دافيس يأسس بطولة كأس ديفيس للتنس.
- 5 مارس – إرسال طرادين أمريكيين إلى أمريكا الوسطى لحماية المصالح الأمريكية في نزاع بين نيكاراغوا وكوستاريكا.
- 6 مارس – انفجار منجم للفحم في فرجينيا الغربية يقتل 50 عاملا.
- 15 مارس – التصديق على قانون المعيار الذهبي، ووضع عملة الولايات المتحدة على المعيار الذهبي.
- 24 مارس – عمدة مدينة نيويورك روبرت أندرسون فان ويك يبدأ المشروع لإنشاء «سكة نقل سريع» تحت الأرض تصل بين مانهاتن وبروكلين.

### أبريل-يونيو
- 30 أبريل – هاواي تصبح رسمياً إقليماً للولايات المتحدة.
- 1 مايو – كارثة منجم سكوفيلد: انفجار مسحوق التفجير في منجم للفحم في سكوفيلد، يوتا يقتل 200 على الأقل.
- 23 مايو – حصل الرقيب ويليام هارفي كارني على وسام الشرف عن أفعاله في معركة فورت واغنر الثانية (18 يوليو 1863). بينما هو الحاصل على الميدالية الأمريكية الأفريقية الحادية والعشرين للميدالية، فإن الإجراء الذي يتم تكريمه يسبق كل المستفيدين الأميركيين من أصول أفريقية به.
- 30 يونيو – حريق مراسي هوبوكن: حريق أتى على رصيف مرفأ في هوبوكن، نيو جيرسي مملوك من نورث جيرمن لويد خط لويد ستيمشيب الألماني الشمالي ينتشر على سفن الركاب الألمانية زاله وماين و بريمن. التهم الحريق الأرصفة المجاورة والسفن القريبة، مما أسفر عن مقتل 326 شخصا.

### يوليو سبتمبر
- 25 يوليو – أحداث شغب روبرت تشارلز في نيو أورليانز، لويزيانا: حيث قتل العامل الأمريكي الأفريقي روبرت تشارلز رجل شرطة أبيض أثناء مشاجرة وهرب. فانطلقت مطاردة كبيرة له، وبدأت مجموعة من الغوغاء البيض أعمال الشغب، حيث هاجموا السود في جميع أنحاء المدينة.
- 8 سبتمبر – إعصار غالفستون يصل إلى غالفستون بولاية تكساس، مما أدى في النهاية إلى مقتل ما بين 6000 و 12000 شخص في أشد كارثة طبيعية دموية في تاريخ الولايات المتحدة.
- 13 سبتمبر – الحرب الفلبينية الأمريكية: هزيمة مقاتلي المقاومة الفلبينية لعمود أمريكي كبير في معركة بولانج لوبا.
- 17 سبتمبر – الحرب الفلبينية الأمريكية: هزيمة الفلبينيين تحت قيادة خوان كايلز الأميركيين تحت قيادة العقيد بنيامين ف. شيثام في مابيتاك.

### أكتوبر ديسمبر
- 3 نوفمبر – افتتاح أول معرض للسيارات في الولايات المتحدة في ماديسون سكوير غاردن بمدينة نيويورك.
- 6 نوفمبر – الانتخابات الرئاسية الأمريكية لعام 1900: انتخاب المرشح الجمهوري الحالي وليم ماكينلي بفوزه على منافسه الديمقراطي وليم جيننغز بريان.

### أحداث غير مؤرخة
- صانع الشيكولاتة ملتون هرشي يقدم قالب هرشي للشيكولاتة بالحليب.
- في نيو هيفن، كانتيكت، لويس لاسين من مطعم لويس لنش يصنع أول شطيرة هامبرغر حديثة.
- في شركة كارنيجي للصلب، السلاف والإيطاليون ينتجون ثلث إجمالي إمدادات الصلب في العالم.

### أحداث مازلت جارية
- الحقبة التقدمية (1890 - 1920)
- عصر لوخنر (حوالي 1897 - 1937)
- الحرب الفلبينية الأمريكية (1899-1902)

## مواليد

### يناير
- 1 يناير – فيرجينيا الكسندر طبيبة أمريكية.
- 1 يناير – فيكتوريا هاتسون هنتلي فنانة أمريكية.
- 9 يناير – ريتشارد هاليبورتون كاتب أمريكي.
- 12 يناير – فولر أولبرايت طبيب من الولايات المتحدة الأمريكية.
- 28 يناير – أليس النيل رسامة من الولايات المتحدة الأمريكية.

### فبراير
- 5 فبراير – أدلاي ستيفنسون الثاني سياسي أمريكي.
- 17 فبراير – روث كليفورد ممثلة أمريكية.
- 18 فبراير – راسل هوبتون ممثل من الولايات المتحدة الأمريكية.

### مارس
- 9 مارس – هوارد أيكن

### أبريل
- 1 أبريل – وليام بينتون سياسي أمريكي.
- 5 أبريل – سبنسر تريسي ممثل أمريكي.
- 10 أبريل – أرنولد بيكمان كيميائي أمريكي.
- 26 أبريل – تشارلز فرانسيس ريشتر عالم زلازل من الولايات المتحدة الأمريكية.

### مايو
- 1 مايو – فرنسيس مارتن

### يونيو
- 6 يونيو – صموئيل ستوفر عالم اجتماع أمريكي.
- 11 يونيو – لورانس سبيفاك
- 12 يونيو – والاس بورد كيميائي أمريكي.
- 24 يونيو – جين لوكاس

### يوليو
- 9 يوليو – فرانسيس ماري ماكونيل- ميلز طبيبة أمريكية.
- 10 يوليو – كينيث كول ستيوارت فيزيائي من الولايات المتحدة الأمريكية.
- 24 يوليو – زيلدا فتزجيرالد
- 30 يوليو – جيمي غوودريتش ملاكم من الولايات المتحدة الأمريكية.

### أغسطس
- 8 أغسطس – فيكتور يونغ ملحن أمريكي.
- 19 أغسطس – روبرت لي راسيل
- 24 أغسطس – بريستون فوستر

### سبتمبر
- 1 سبتمبر – وليام ماكفرسون ألين رجل أعمال أمريكي.
- 12 سبتمبر – هاسكل كاري
- 17 سبتمبر – تشارلز لام تيري قاضي أمريكي.
- 17 سبتمبر – جون ويلارد ماريوت رائد أعمال من الولايات المتحدة الأمريكية.

### أكتوبر
- 3 أكتوبر – توماس كلايتون وولف كاتب أمريكي.
- 10 أكتوبر – هيلين هيز
- 14 أكتوبر – ويليام ديمنغ
- 16 أكتوبر – لويد كوريجان ممثل أمريكي.
- 17 أكتوبر – جين آرثر
- 22 أكتوبر – إدوارد ستيتنيوس دبلوماسي أمريكي.
- 22 أكتوبر – جيمس هال
- 23 أكتوبر – إيسادوري شوارتز ملاكم من الولايات المتحدة الأمريكية.
- 27 أكتوبر – جون إف هينيسي لاعب كرة مضرب أمريكي.

### نوفمبر
- 7 نوفمبر – هارلان هوبارت العرسان
- 8 نوفمبر – مارغريت ميتشل كاتبة وصحفية أمريكية.
- 12 نوفمبر – جيمس ميتشل سياسي أمريكي.
- 13 نوفمبر – صموئيل كينج أليسون الفيزيائي الأمريكي وعالم نووي.
- 14 نوفمبر – آرون كوبلاند
- 25 نوفمبر – هيلين دوغلاس
- 29 نوفمبر – ملدريد جيلرز

### ديسمبر
- 6 ديسمبر – أغنيس مورهيد ممثلة أمريكية.
- 22 ديسمبر – جون سي سلاتر فيزيائي أمريكي.
- 31 ديسمبر – سلمى بيرك فنانة أمريكية.

## وفيات

### يناير
- 1 يناير – جون أرنولد (مواليد 1842) سياسي أمريكي.
- 1 يناير – فرانسيسكو راميريز (مواليد 1828) سياسي بورتوريكي.
- 1 يناير – يعبيص يونغ جاكسون (مواليد 1790) سياسي أمريكي.
- 13 يناير – جورج هنري شارب (مواليد 1828) سياسي أمريكي.

### فبراير
- 3 فبراير – ديفيد إم كي (مواليد 1824) سياسي أمريكي.
- 9 فبراير – ريتشارد دبليو تومسون (مواليد 1809) سياسي أمريكي.

### يونيو
- 5 يونيو – ستيفن كرين (مواليد 1871)
- 7 يونيو – جون كاميرون لوري (مواليد 1808)

### يوليو
- 22 يوليو – الياس كار (مواليد 1839) سياسي أمريكي.
- 26 يوليو – هنري غود بلاسدل (مواليد 1825) سياسي أمريكي.

### أغسطس
- 11 أغسطس – تشارلز إس فينابل (مواليد 1827)
- 12 أغسطس – جيمس كيلر (مواليد 1857) عالم فلك أمريكي.

### سبتمبر
- 20 سبتمبر – جون الكسندر ماكليرناند (مواليد 1812) سياسي أمريكي.
- 25 سبتمبر – جون أم .بالمر (مواليد 1817) سياسي أمريكي.

### أكتوبر
- 17 أكتوبر – وليام لاين ويلسون (مواليد 1843) سياسي أمريكي.
- 22 أكتوبر – جون شيرمان (مواليد 1823) سياسي أمريكي.

### نوفمبر
- 5 نوفمبر – جورج دوريا هولست (مواليد 1846)